# Дар (фільм, 2000)
«Дар» (англ. The Gift) — американський трилер 2000 року режисера Сема Реймі за сценарієм Біллі Боба Торнтона і Тома Епперсона.

## Синопсис
Ворожку з екстрасенсорним сприйняттям просять допомогти знайти молоду жінку, яка загадково зникла.

## У ролях
| Актор            | Роль                     |
| ---------------- | ------------------------ |
| Кейт Бланшетт    | Аннабель "Енні" Вілсон   |
| Джованні Рібізі  | Бадді Коул               |
| Кіану Рівз       | Донні Барксдейл          |
| Кеті Голмс       | Джесіка Кінг             |
| Грег Кіннер      | Вейн Коллінс             |
| Гіларі Свенк     | Валері Барксдейл         |
| Майкл Джетер     | адвокат Джеральд Уїмс    |
| Ґері Коул        | адвокат Девід Дункан     |
| Кім Діккенс      | Лінда                    |
| Джонатан Сіммонс | шериф Перл Джонсон       |
| Розмарі Гарріс   | бабуся Енні              |
| Челсі Росс       | Кеннет Кінг              |
| Денні Ельфман    | скрипач Томмі Лі Баллард |

## Нагороди та номінації
| Список нагород та номінацій | Список нагород та номінацій | Список нагород та номінацій    | Список нагород та номінацій    | Список нагород та номінацій | Список нагород та номінацій |
| Кінофестиваль/Кінопремія    | Рік                         | Категорія                      | Номінант(и)                    | Результат                   | Дж                          |
| --------------------------- | --------------------------- | ------------------------------ | ------------------------------ | --------------------------- | --------------------------- |
| Сатурн                      | 2001                        | Найкращий фільм жахів          | Дар                            | Номінація                   | [ 3 ]                       |
| Сатурн                      | 2001                        | Найкраща актриса               | Кейт Бланшетт                  | Номінація                   | [ 3 ]                       |
| Сатурн                      | 2001                        | Найкращий актор другого плану  | Джованні Рібізі                | Номінація                   | [ 3 ]                       |
| Сатурн                      | 2001                        | Найкраща актриса другого плану | Гіларі Свонк                   | Номінація                   | [ 3 ]                       |
| Сатурн                      | 2001                        | Найкращий сценарій             | Біллі Боб Торнтон Том Епперсон | Номінація                   | [ 3 ]                       |
| Незалежний дух              | 2001                        | Найкращий актор другого плану  | Джованні Рібізі                | Номінація                   | [ 3 ]                       |